# Saugues
Saugues település Franciaországban, Haute-Loire megyében. Lakosainak száma 1664 fő (2022. január 1.). Saugues La Besseyre-Saint-Mary, Cubelles, Esplantas-Vazeilles, Grèzes, Monistrol-d’Allier, Saint-Préjet-d’Allier, Venteuges, Le Malzieu-Forain és Paulhac-en-Margeride községekkel határos.

## Népesség
A település népessége az elmúlt években az alábbi módon változott:
| Lakosok száma | 2493 | 2288 | 2089 | 1917 | 1801 | 1815 | 1736 | 1697 | 1694 | 1664 |
|               | 1968 | 1982 | 1990 | 2006 | 2013 | 2015 | 2017 | 2019 | 2020 | 2022 |